# Liste des comtes de Toul
Le comté de Toul est un ancien domaine féodal recouvrant grosso modo le territoire de l'ancien  diocèse de Toul. Les évêques y exercent le pouvoir temporel, de manière continue, du milieu du XIIIe siècle à la Révolution française.
Le comté a pour suzerain l'empereur du Saint-Empire romain germanique jusqu'en 1648, date à laquelle les traités de Westphalie lui donnent pour suzerain le roi de France.
Toutefois, les Français y exercent une tutelle de 1552 à 1648, durant laquelle période le comté constitue, avec ceux de Metz et de Verdun, la province des Trois-Évêchés.

## Liste des comtes de Toul

### Comtes viagers
- 930-964 : Guy, établi par l'évêque de Toul Gauzelin
- 964-971 : Bérald de Vandœuvre
  - marié à Héline
- 971-992 : Scindebard
- 992-1019 : Ancelin, frère de Gérard, évêque de Toul

### Comtes héréditaires
- 1019-avant 1052 : Raimbaud, seigneur de Fontenoy et de Charmes-sur-Moselle, fils d'un comte Baudouin
  - marié à Gisla
- 1041-???? : Renard Ier l'aîné, fils du précédent
- 1044-???? : Renard II le jeune, frère du précédent

### Maison de Dampierre-en-Astenois
- ????-1055 : Frédéric Ier de Dampierre, seigneur de Dampierre-en-Astenois (Dampierre-le-Château) (fils de Baudoin, comte d'Astenois, lui-même fils de Richer, comte d'Astenois et seigneur de Gizaucourt, Frédéric a pour grands-parents maternels Godefroy le Captif de Lotharingie et Mathilde Billung de Saxe)
  - marié à Gertrude, fille du comte Renard II
- 1055-1069 : Arnoul, déposé en 1069 par l'évêque Odon
- 1069-1078 : Frédéric II de Dampierre, fils de Frédéric Ier et de Gertrude
- 1078-ap.1117 : Renard III de Dampierre, fils du précédent
  - marié à Adèle (1090 † 1141), fille de Gérard Ier, comte de Vaudémont
- 1118-1124 : Pierre de Dampierre, frère du précédent (existence certaine, mais dignité comtale incertaine)
- 1124-ap.1142 : Frédéric III de Dampierre, fils de Frédéric II
  - marié à Hedwige de Lorraine, fille de Simon Ier, duc de Lorraine
- av.1149-ap.1162 (mais avant 1172[1]) : Henri de Dampierre, fils du précédent
- av.1172-1186 : Frédéric IV de Dampierre, sire de Fontenoy-en-Vôge et de Châtel-sur-Moselle, fils du précédent. Il meurt au retour de son voyage en Terre sainte.

Mort sans postérité mâle, le comté de Toul est alors inféodé par l'évêque à Mathieu II de Lorraine qui épouse  Bertix ou Béatrice de Dampierre, la fille de Frédéric IV.

### Maison de Lorraine
- 1186-1208 : Mathieu de Lorraine († 1208), fils de Mathieu Ier, duc de Lorraine, neveu d'Hedwige (femme de Frédéric III)

marié en 1180 à Béatrice de Dampierre, fille de Renard de Dampierre et d'Euphémie. Renard de Dampierre était par son père Henri petit-fils de Renard III comte de Toul.
- 1208-1250 : Frédéric V de Lorraine († 1250), fils des précédents
  - marié à Agnès, fille de Simon II de Broyes-Commercy
- 1250-1261 : Eudes ou Ode de Lorraine[2]  sire de Fontenoy († 1270), fils du précédent
  - en 1261, il vend le comté de Toul à son cousin Ferry III, duc de Lorraine, mais Gilles de Sorcy, évêque de Toul, en tant que suzerain, retire le comté de Toul à Ferry III et le rattache au domaine épiscopal.

,

### Évêques de Toul
- 1261-1790 : Évêques de Toul.

## Sources
- Augustin Calmet, Notice de la Lorraine, éd, Mme George, 1840.
- Père Benoît, Histoire de Toul, 1707, réédition 1977
- Georges Poull, La Maison ducale de Lorraine, Nancy, Presses universitaires de Nancy, 1991, 575 p. [détail de l’édition] (ISBN 2-86480-517-0)
- (de) Detlev Schwennicke, Europäische Stammtafeln, vol. VII, 1983, p. 5